# DV Bilzen United
DV Bilzen United is een Belgische voetbalclub uit Bilzen, die met twee vrouwenploegen in competitie uitkomt. De ploeg werd gesticht in 2015 en is bij KBVB is aangesloten met stamnummer 9648. De 2 damesploegen spelen in seizoen 2024-25 in de Eerste klasse en 1e provinciale Limburg. 

## Geschiedenis
De damesploegen van DV Bilzen United kwam tot en met seizoen 2022-23 uit in de Provinciale reeksen van Limburg .

In dat seizoen speelde de A-ploeg van DV Bilzen United kampioen en won ze ook de Beker van Limburg. De ploeg kwam het volgende seizoen uit in Interprovinciale B.
 
Daar werd DV Bilzen meteen tweede, maar omdat kampioen KV Mechelen B niet kon promoveren naar de Eerste klasse, nam DV Bilzen hun plaats in.
DV Bilzen United maakt geen deel uit van een club met ook een mannenploeg, en speelt op de velden van KEWS Schoonbeek-Beverst in Bilzen.

## Resultaten

### Seizoenen A-ploeg
| Seizoen | Reeks              | Niveau | Plaats | Punten | Beker        | Opmerkingen                         |
| ------- | ------------------ | ------ | ------ | ------ | ------------ | ----------------------------------- |
| 2016/17 | Eerste provinciale | 4      | 7      | 9      |              |                                     |
| 2017/18 | Eerste provinciale | 4      | 3      | 20     |              |                                     |
| 2018/19 | Eerste provinciale | 4      | 3      | 42     |              |                                     |
| 2019/20 | Eerste provinciale | 4      | 3      | 46     |              |                                     |
| 2020/21 | Eerste provinciale | 4      | -      | -      | geannuleerd  | seizoen geannuleerd wegens Covid-19 |
| 2021/22 | Eerste provinciale | 4      | 4      | 36     | Eerste ronde |                                     |
| 2022/23 | Eerste provinciale | 4      | 1      | 64     | -            | kampioen                            |
| 2023/24 | Interprovinciale B | 3      | 2      | 52     | 1/16e finale | promotie                            |
| 2024/25 | Eerste Klasse      | 2      | 12     | 32     | 1/16e finale |                                     |
| 2025/26 | Eerste Klasse      | 2      |        |        |              |                                     |